# SG-945
La SG-945 es una carretera de titularidad autonómica de Junta de Castilla y León (España) que transcurre por la provincia de Segovia entre Ayllón y el límite con la provincia de Burgos, donde enlaza con la BU-945. Pertenece a la Red Complementaria Preferente de la red autonómica. Antiguamente era parte del trazado de la C-114 que unía Alcolea del Pinar (Guadalajara) y Aranda de Duero (Burgos).
Durante todo su recorrido consta de una sola calzada, con un carril para cada sentido de circulación, y atraviesa las localidades de Mazagatos, Languilla, Aldealengua de Santa María, Alconadilla y Maderuelo.